# Hexafluorozirconate de potassium
L’hexafluorozirconate de potassium est un composé chimique de formule K2ZrF6. Ce sel de potassium et d'acide hexafluorozirconique H2ZrF6 se présente comme un solide inodore blanc cristallisé dans le système monoclinique selon le groupe d'espace C2/c (no 15) avec pour paramètres a = 657 pm, b = 1 144 pm, c = 694 pm, β = 90,3° et Z = 4.
Il est toxique par ingestion et peut provoquer une irritation de la peau, des voies respiratoires et des yeux. Des études sur des souris exposées à de l'hexafluorozirconate de potassium ont permis d'observer une dose létale médiane de 98 mg/kg avec secondairement une hépatite, un œdème aigu du poumon et une spasticité de certains muscles.